# Convento de la Bien Parada (Abadía)
El convento de la Bien Parada es un convento del siglo XVII en ruinas ubicado en el municipio español de Abadía, en la provincia de Cáceres.
Fue fundado en el siglo XVII como convento para monjes de la Orden Franciscana, quienes lo ocuparon hasta su exclaustración en la década de 1820. A partir del siglo XIX pasó a ser un establo. En 2005, el Ayuntamiento de Abadía adquirió las ruinas con la intención de rehabilitar el edificio.
El edificio está declarado Bien de Interés Cultural desde 2012 y está inscrito en la Lista Roja de Hispania Nostra desde 2015.

## Localización
Se ubica medio kilómetro al suroeste del pueblo, separado del casco urbano por el río Ambroz. Mientras este río fluye al este del convento, al oeste fluye junto a las ruinas el arroyo Mota Judíos, por lo que el convento se ubica en una zona fértil de cultivo. Se accede al convento por el camino asfaltado que une Abadía con La Granja y con la EX-205, estando una de las esquinas del edificio pegada al propio camino.

## Historia
Se trata de un inmueble edificado en su mayor parte durante el segundo tercio del siglo XVII, con añadidos importantes en el siglo XVIII. Fue construido en estilo barroco como convento para la Orden Franciscana, llegando a albergar estudios de Teología y Música. Sin embargo, su proceso de abandono comenzó ya a partir de 1768, cuando se ordenó reducir el número de religiosos en la provincia, por lo que se le asignaron 26 frailes. Esta reducción del número de religiosos continuó como se aprecia en los censos de 1783 y 1793.
En 1820 le alcanzó la «Ley sobre la Extinción y Reforma de Regulares» promulgada por el gobierno liberal, que obligaba a la comunidad a salir del mismo y entregar los enseres al Obispado de Coria, pero más adelante fue rehabilitado en el decenio absolutista. Hacia 1827 solo lo habitaban 5 religiosos. En 1830 no se pudieron dar las cuentas del convento, por haber fallecido el único fraile que lo atendía, sin morar ya en el inmueble. Finalmente, en 1835, se produjo la exclaustración y secularización obligada de las órdenes, desamortizándose en 1844, cuando se publica su venta en pública subasta en el Boletín Oficial de Ventas de Bienes Nacionales, siendo adjudicada a Francisco Pérez Fernández.
En 1846, el diccionario de Madoz hace referencia al mismo al indicar que «a un cuarto de legua y lado del oeste del lugar, existe el edificio que fue Convento de Franciscanos de la Bien Parada, el cual, no habiendo sido enajenado, se va poco a poco desmoronando; las bellas artes encerraban en su seno no pocas preciosidades». El bien mueble más conocido que fue rescatado del convento es el Cristo de la Bien Parada, que se conserva en la iglesia de Santo Domingo.
Tras su adquisición en la desamortización, el convento pasó a ser un establo, lo que hizo que acabara en ruinas por abandono. En 2005, en el contexto de una situación económica muy favorable dentro de la burbuja inmobiliaria de la época, el Ayuntamiento de Abadía decidió expropiar el edificio para rehabilitarlo, llegando a elaborar un anteproyecto para transformarlo en un hotel. Sin embargo, el estallido de la burbuja ha impedido llevar a cabo el proyecto y el edificio ha seguido deteriorándose a lo largo de toda la década de 2010.

## Descripción
El Convento de la Bien Parada está compuesto por la iglesia; la sacristía; una capilla; el claustro bajo, con su escalera de acceso y parte de las galerías altas; y otras edificaciones adosadas al testero de la iglesia y al último tramo del templo por el sur. A su vez todavía se conserva el edificio de la hospedería.
La estructura básica de planta es rectangular, sobresaliendo por la fachada sur los volúmenes que corresponden a las dependencias añadidas a la iglesia. A este lado se sitúa, exenta, la hospedería. El claustro, de forma cuadrangular, se dispuso adosado al muro norte del templo.

### Iglesia
La iglesia se sitúa perpendicularmente casi en el centro del muro oeste, con alas de edificación a uno y otro lado de la fachada principal que se abre a los pies del templo. La planta desarrolla la forma de un amplio rectángulo (20 × 5 m aproximadamente) y se articula en tres crujías. De ellas, la primera y más alargada, corresponde a la capilla mayor. A esta estructura diáfana se adosaron al lado de la epístola dos piezas de planta cuadrada: la sacristía, abierta al presbiterio, y la «Capilla del Santo Sepulcro», que comunica con la primera crujía de la nave y a la que se añade un camarín en el muro sur.
El sotocoro, al que da acceso un arco carpanel, utiliza dos tramos de bóveda de medio cañón con lunetos, recogiendo su empuje en los muros dos pilastras. Bajo el sotocoro se abren dos puertas: la de acceso al templo y la reglar por el lado del evangelio, con jambas y dinteles de cantería. Particularmente interesante es la primera, con blasones de los duques de Alba, la cual sigue un modelo muy difundido a partir del convento de la Encarnación de Madrid, obra de fray Alberto de la Madre de Dios y de Juan Gómez de Mora.
Al coro dan paso dos puertas. La más antigua que se abre al claustro alto es adintelada y de cantería. La segunda es un arco de ladrillo que comunicaba con la parte alta de la edificación del siglo XVIII añadida al oeste de la fachada de la iglesia.
La sacristía se construyó con el patrocinio del síndico Alonso de la Peña y su esposa, María González de Losada, para el servicio del convento y su entierro. Se trata de una estancia cuadrada (7 × 7 m aproximadamente) que se une al paño sur de la capilla mayor. Se cubría con bóveda de arista. En los muros se conservan varios nichos. Los tres de la pared meridional debieron de dar cabida al retablo de San Ildefonso, con sendas cajoneras a ambos lados, pues así se convino con el maestro Joan González. El hueco de la derecha se horadó en época posterior, tras cerrarse la comunicación con el presbiterio, para permitir la entrada desde la huerta a esta estancia. Otro nicho abierto al levante debió de albergar los lavatorios de cantería con su pila y venera.
A esta estancia daban paso dos puertas de cantería: la adintelada, que se abría al presbiterio; y un arco escarzano en el ángulo nororiental para comunicar con el convento. Contó con dos ventanas: una en el muro sur, que iría superpuesta al retablo, y otra que la relacionaba con la «Capilla del Cristo», donde se reutilizó una antigua lápida romana. La «Capilla del Cristo» se adosa al muro de la epístola a la altura del primer tramo de la nave, con la que comunica a través del arco de ladrillo ya mencionado.

### Claustro y dependencias
El claustro se levantó a la izquierda de la iglesia, abierto hacia el norte. Se trata de una obra barroca del siglo XVII, que organiza centralmente la parte vividera levantada en ese siglo. Es cuadrado y de dos pisos, muy sobrio y sólido, donde los órdenes han sido sustituidos por un calculado escalonamiento de cubos y prismas que realzan la simplicidad sin romper la armonía de las proporciones clásicas.
Componen cada ala del cuerpo bajo cuatro arcos de ladrillo de medio punto, que apoyan en gruesos pilares de cantería, asentados sobre plintos poderosos y a los que se adosan pilastras toscanas. Para incrementar la altura se añade a cada pilastra un fragmento cúbico de entablamento hasta alcanzar la cornisa, moldurada en tres filetes.
En torno al claustro se abren numerosas puertas adinteladas para dar paso a las diferentes dependencias. Únicamente se empleó el medio punto para embocar los dos tramos de escalera, y tal vez, por simetría, para comunicar el claustro bajo con la edificación dieciochesca añadida al testero del templo. En el ángulo suroeste perdura el pozo con un brocal redondo y muy angosto formado por piezas verticales de sillería.
La crujía oeste del claustro se destinó a zona de habitación, como lo demuestran los numerosos compartimentos en que fue dividida para conformar las celdas, cuatro abajo, más la portería, y cinco arriba. De igual modo la crujía norte acogía cuatro celdas por planta. Desde la crujía este se accedía al refectorio, a la sala «de profundis»; y a la cocina y despensa.
En el lado suroccidental y en línea con la fachada del templo se ubicaba la zona de servicios. Se articulaba en doble planta y tras ella se ocultan los salientes de la «Capilla del Santo Cristo», la sacristía y la edificación que se añadió a la cabecera de la iglesia. Interiormente está dividida perpendicularmente en dos habitaciones.
En el ángulo sureste se ubican una serie de salas realizadas en el siglo XVIII. Tienen forma rectangular achaflanando la esquina sureste. Se organizan en dos plantas, de las cuales la planta baja se cubre con cinco tramos de bóveda de arista sobre ménsulas de piedra. El piso alto debió de subdividirse en cuatro dependencias destinadas a celdas a juzgar por las huellas de los tabiques y el número de huecos de la fachada.
Hacia el sur se sitúa la hospedería, formada por un cuerpo longitudinal separado del resto del inmueble, al que se unía por medio del portalón de la huerta derribado recientemente. Se componía de dos plantas. La planta baja, abovedada, apoya sobre pilares. La superior tiene cubierta de madera. Alrededor del edificio principal se conservan más restos vinculados al convento (zonas de huertos y otros).